# Chris Anker Sørensen
Chris Anker Sørensen (Hammel, Dinamarca, 5 de septiembre de 1984-Zeebrugge, Bélgica, 18 de septiembre de 2021) fue un ciclista danés.

## Trayectoria profesional
Debutó como profesional en la temporada 2006 en las filas del equipo Team Designa Køkken. Se retiró como profesional tras finalizar la temporada 2018.
Falleció en un accidente de tráfico, cuando se encontraba en Bélgica de cara a comentar los Mundiales de Ciclismo de 2021.

## Palmarés
2005
- 1 etapa del G. P. Ringerike

2008
- 1 etapa de la Dauphiné Libéré
- 1 etapa de la Vuelta a Austria

2009
- 2.º en el Campeonato de Dinamarca en Ruta
- Japan Cup

2010
- 1 etapa del Giro de Italia

2012
- Premio de la combatividad en el Tour de Francia

2015
- Campeonato de Dinamarca en Ruta

## Resultados en Grandes Vueltas y Campeonatos del Mundo
| Carrera         | Carrera         | 2006 | 2007 | 2008 | 2009 | 2010 | 2011  | 2012 | 2013 | 2014 | 2015 | 2016 | 2017 | 2018 |
| --------------- | --------------- | ---- | ---- | ---- | ---- | ---- | ----- | ---- | ---- | ---- | ---- | ---- | ---- | ---- |
|                 | Giro de Italia  | —    | —    | 28.º | —    | 27.º | —     | —    | —    | Ab.  | —    | —    | —    | —    |
|                 | Tour de Francia | —    | —    | —    | 34.º | 69.º | 37.º  | 14.º | —    | —    | —    | 84.º | —    | —    |
|                 | Vuelta a España | —    | 19.º | —    | —    | —    | 12.º  | —    | 18.º | 29.º | —    | —    | —    | —    |
| Mundial en Ruta | Mundial en Ruta | —    | 25.º | 13.º | 13.º | 23.º | 129.º | 52.º | 32.º | 31.º | —    | —    | —    | —    |

—: no participa
Ab.: abandono

## Equipos
- Team CSC (2005)[4]
- Team Designa Køkken (2006)
- CSC/Saxo Bank/Tinkoff (2007-2015)
  - Team CSC (2007)
  - Team CSC-Saxo Bank (2008)
  - Team Saxo Bank (2009-2010)
  - Saxo Bank-Sungard (2011)
  - Saxo Bank-Tinkoff Bank (2012)
  - Team Saxo-Tinkoff (2013)
  - Tinkoff-Saxo (2014-2015)
- Fortuneo-Vital Concept[5] (2016)
- Riwal (2017-2018)
  - Riwal Platform Cycling Team (2017)
  - Riwal CeramicSpeed Cycling Team (2018)